# Antipapa

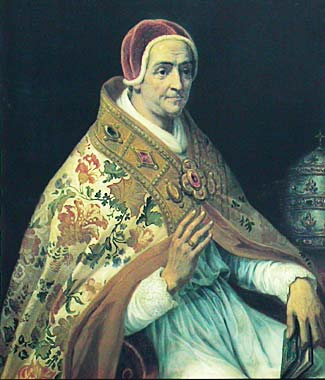
Ritratto dell'antipapa Clemente VII, il primo degli antipapi avignonesi, dipinto da Henri Serrur.

Un antipapa è una persona eletta "papa della Chiesa cattolica" secondo procedure diverse da quelle previste dal diritto canonico. In ragione di ciò, la Chiesa cattolica stessa considera l'antipapa un usurpatore dei poteri e delle autorità del legittimo pontefice.
Si ebbero antipapi tra il III al XV secolo: l'ultimo fu Felice V, che rinunciò alle sue pretese nel 1439.

## Storia
Il primo antipapa fu Ippolito, che venne eletto per protesta contro Callisto I da un gruppo scismatico di Roma nel III secolo. Ippolito comunque finì la sua vita in esilio, nelle miniere della Sardegna, durante le persecuzioni imperiali romane, in compagnia del successore di Urbano I, Ponziano, con cui si riconciliò prima di morire. In seguito, la lotta per le investiture coincise con l'elezione di numerosi antipapi sostenuti dalla fazione imperiale.
Tra la fine del XIV secolo e l'inizio del XV vi furono numerose elezioni di una serie di papi rivali, anche attraverso la nomina di nuovi pseudocardinali, con la conseguente nascita di varie linee di successione. Una di esse fu riconosciuta come ufficiale dalla Chiesa Cattolica, mentre gli eletti appartenenti alle altre furono dichiarati antipapi. Lo scandalo dei pretendenti multipli si aggiunse alle altre richieste di riforma che condusse al protestantesimo all'inizio del XVI secolo.
Dal 1449 non ci sono più stati antipapi.
Secondo il Codice di diritto canonico essere antipapa è considerato un atto scismatico dalla Chiesa cattolica romana: ciò provoca una scomunica immediata per la persona che lo diventi.

## Descrizione
Generalmente l'antipapa era l'espressione di vescovi in contrasto con le indicazioni politiche e dottrinarie del papa e/o di sovrani desiderosi di svincolarsi dall'influenza politica del papa cosiddetto «legittimo». Le persone fedeli all'autorità dell'antipapa vengono definite «scismatiche» dal codice di diritto canonico.
Nessun antipapa è stato più eletto dal XV secolo.

## Elenco cronologico degli antipapi storici

### Dal II secolo alla prima metà del XIV
| Nome pontificale | Ritratto | Inizio antipontificato | Fine antipontificato | Nome secolare           | Opposto a                                                             |
| ---------------- | -------- | ---------------------- | -------------------- | ----------------------- | --------------------------------------------------------------------- |
| Sant'Ippolito    |          | 217                    | 235                  |                         | Papa Callisto I, Papa Urbano I, Papa Ponziano                         |
| Novaziano        |          | 251                    | 258                  |                         | Papa Cornelio, Papa Lucio I, Papa Stefano I, Papa Sisto II            |
| Felice II        |          | 355                    | 365                  |                         | Papa Liberio                                                          |
| Ursino           |          | 366                    | 367                  |                         | Papa Damaso I, Papa Siricio                                           |
| Eulalio          |          | 418                    | 419                  |                         | Papa Bonifacio I                                                      |
| Lorenzo          |          | 498                    | 506                  |                         | Papa Simmaco                                                          |
| Dioscoro         |          | 22 settembre 530       | 14 ottobre 530       |                         |                                                                       |
| Teodoro II       |          | 686                    | 686                  |                         |                                                                       |
| Teodoro II       | 687      |                        |                      |                         |                                                                       |
| Pasquale         |          | 687                    | 687                  |                         | Papa Sergio I                                                         |
| Teofilatto       |          | aprile 757             | maggio 757           |                         | Papa Paolo I                                                          |
| Costantino II    |          | 767                    | 768                  |                         | Papa Paolo I, Papa Stefano III                                        |
| Filippo          |          | 31 luglio 768          | 31 luglio 768        |                         | Papa Stefano III                                                      |
| Giovanni VIII    |          | 844                    | 844                  |                         | Papa Sergio II                                                        |
| Anastasio III    |          | 855                    | 855                  |                         | Papa Benedetto III                                                    |
| Cristoforo       |          | 903                    | 904                  |                         | Papa Leone V                                                          |
| Dono II          |          | 973                    | 974                  |                         |                                                                       |
| Bonifacio VII    |          | 974                    | 974                  | Francone di Ferruccio   | Papa Benedetto VI, Papa Giovanni XIV                                  |
| Bonifacio VII    | 984      | 985                    |                      | Francone di Ferruccio   | Papa Benedetto VI, Papa Giovanni XIV                                  |
| Giovanni XVI     |          | 997                    | 998                  | Giovanni Filagato       | Papa Gregorio V                                                       |
| Gregorio VI      |          | 1012                   | 1012                 |                         | Papa Benedetto VIII                                                   |
| Benedetto X      |          | 1058                   | 1059                 | Giovanni Mincio         |                                                                       |
| Onorio II        |          | 1061                   | 1064                 | Pietro Cadalo           | Papa Alessandro II                                                    |
| Clemente III     |          | 1080                   | 8 settembre 1100     | Guiberto di Ravenna     | Papa Gregorio VII, Papa Vittore III, Papa Urbano II, Papa Pasquale II |
| Teodorico        |          | 10 settembre 1100      | 1101                 | Teodorico               | Papa Pasquale II                                                      |
| Adalberto        |          | 1101                   | 1101                 | Adalberto               | Papa Pasquale II                                                      |
| Silvestro IV     |          | 1105                   | 1111                 | Maginulfo               | Papa Pasquale II                                                      |
| Gregorio VIII    |          | 1118                   | 1121                 | Maurice Bourdin         | Papa Gelasio II, Papa Callisto II                                     |
| Anacleto II      |          | 1130                   | 1138                 | Pietro Pierleoni        | Papa Innocenzo II                                                     |
| Vittore IV       |          | 1138                   | 1138                 | Gregorio Conti          | Papa Innocenzo II                                                     |
| Vittore IV       |          | 1159                   | 1164                 | Ottaviano dei Crescenzi | Papa Alessandro III                                                   |
| Pasquale III     |          | 1164                   | 1168                 | Guido di Crema          | Papa Alessandro III                                                   |
| Callisto III     |          | 1168                   | 1178                 | Giovanni di Struma      | Papa Alessandro III                                                   |
| Innocenzo III    |          | 1179                   | 1180                 | Lando di Sezze          | Papa Alessandro III                                                   |
| Niccolò V        |          | 1328                   | 1330                 | Pietro Rainalducci      | Papa Giovanni XXII                                                    |
| Nome pontificale | Ritratto | Inizio antipontificato | Fine antipontificato | Nome secolare           | Opposto a                                                             |

### Scisma d'Occidente

#### Linea avignonese
| Nome pontificale | Ritratto | Stemma | Inizio antipontificato | Fine antipontificato | Nome secolare                           | Opposto a                                        |
| ---------------- | -------- | ------ | ---------------------- | -------------------- | --------------------------------------- | ------------------------------------------------ |
| Clemente VII     |          |        | 20 settembre 1378      | 16 settembre 1394    | Roberto di Ginevra                      | Papa Urbano VI, Papa Bonifacio IX                |
| Benedetto XIII   |          |        | 16 settembre 1394      | 23 maggio 1423       | Pedro Martínez de Luna y Pérez de Gotor |                                                  |
| Clemente VIII    |          |        | 10 giugno 1423         | 26 luglio 1429       | Gil Sánchez de Muñoz                    | Papa Martino V, Antipapa Benedetto XIV (Garnier) |
| Benedetto XIV    |          |        | 12 novembre 1425       | 1430                 | Bernard Garnier                         | Papa Martino V, Antipapa Clemente VIII           |
| Benedetto XIV    |          |        | 1430                   | 1437                 | Jean Carrier                            | Papa Martino V, Papa Eugenio IV                  |
| Nome pontificale | Ritratto | Stemma | Inizio antipontificato | Fine antipontificato | Nome secolare                           | Opposto a                                        |

#### Linea pisana
| Nome pontificale | Ritratto | Stemma | Inizio antipontificato | Fine antipontificato | Nome secolare     | Opposto a                                  |
| ---------------- | -------- | ------ | ---------------------- | -------------------- | ----------------- | ------------------------------------------ |
| Alessandro V     |          |        | 26 giugno 1409         | 3 maggio 1410        | Pietro Filargo    | Papa Gregorio XII, Antipapa Benedetto XIII |
| Giovanni XXIII   |          |        | 17 maggio 1410         | 29 maggio 1415       | Baldassarre Cossa | Papa Gregorio XII, Antipapa Benedetto XIII |
| Nome pontificale | Ritratto | Stemma | Inizio antipontificato | Fine antipontificato | Nome secolare     | Opposto a                                  |

### Dopo il Concilio di Costanza
| Nome pontificale | Ritratto | Stemma | Inizio antipontificato | Fine antipontificato | Nome secolare         | Opposto a                       |
| ---------------- | -------- | ------ | ---------------------- | -------------------- | --------------------- | ------------------------------- |
| Felice V         |          |        | 5 novembre 1439        | 24 luglio 1449       | Amedeo VIII di Savoia | Papa Eugenio IV, Papa Niccolò V |

### Esplicative
1. ↑  Si riconciliò con papa Ponziano, morì come martire e fu canonizzato.
2. ↑  Fu considerato legittimo fino al 1947 e fu canonizzato.
3. ↑  La sua elezione, formalmente legittima, fu in realtà illecita in quanto il suo rivale, Bonifacio II, era già stato scelto direttamente dal predecessore Felice IV, secondo un diritto di nomina stabilito da Simmaco e abolito da Agapito I.
4. ↑  Nel 686 riconobbe Papa Conone prima di essere consacrato e nel 687 riconobbe Papa Sergio I prima di essere consacrato.
5. ↑  Riconobbe papa Paolo I prima di essere consacrato.
6. ↑  Sostituì l'antipapa Costantino II per un giorno, poi ritornò al suo monastero.
7. ↑  Detto Anastasio il Bibliotecario.
8. ↑  Considerato legittimo dall'XI secolo fino al 1947.
9. ↑  Probabilmente mai esistito, fu considerato legittimo fino al 1947.
10. 1 2 3  Considerato legittimo fino al 1947.
11. ↑  Considerato legittimo dal XIII secolo fino al 1947.
12. ↑  Fu anticardinale e successore dell'antipapa Clemente III. Forse prese il nome pontificale di "Silvestro III", in quanto allora papa Silvestro III non era riconosciuto come legittimo.
13. ↑  Successore dell'antipapa Teodorico, non si sa quale nome pontificale scelse
14. ↑  Successore dell'antipapa Adalberto
15. ↑  Successore dell'antipapa Vittore IV (Guido di Crema)
16. ↑  Successore dell'antipapa Pasquale III
17. ↑  Successore dell'antipapa Callisto III
18. ↑  Ultimo antipapa imperiale, ossia insediato dal Sacro Romano Imperatore
19. ↑  Deposto e scomunicato dal Concilio di Costanza nel 1417
20. ↑  Si riconciliò con papa Martino V e fu nominato vescovo di Maiorca
21. ↑  Eletto papa senza la sua volontà per volere dell'allora pseudocardinale Jean Carrier in opposizione all'antipapa Clemente VIII. Dopo la morte di Clemente VIII, Carrier si fece eleggere come successore di Clemente VIII e prese anch'egli il nome di Benedetto XIV, sconfessando la legittimità del suo predecessore da lui precedentemente sostenuto.
22. ↑  Deposto dal Concilio di Costanza, fu considerato legittimo fino al 1947.
23. ↑  Si riconciliò con papa Niccolò V e fu nominato cardinale e decano del collegio cardinalizio

### Fonti
1. ↑   Antipapa, in Treccani.it – Enciclopedie on line, Roma, Istituto dell'Enciclopedia Italiana.
2. ↑   Voce "Antipapa", di Felice M. Cappello, in "Enciclopedia Italiana", Treccani, 1929, su treccani.it. URL consultato il 5 luglio 2025.
3. ↑   "Antipope": Definition, Examples, List, & Facts, in "Encyclopædia Britannica", su britannica.com. URL consultato il 5 luglio 2025.
4. ↑  In particolare possono incorrere nelle sanzioni di cui al can. 1364 del CIC